# Tomba del Gorgoneion

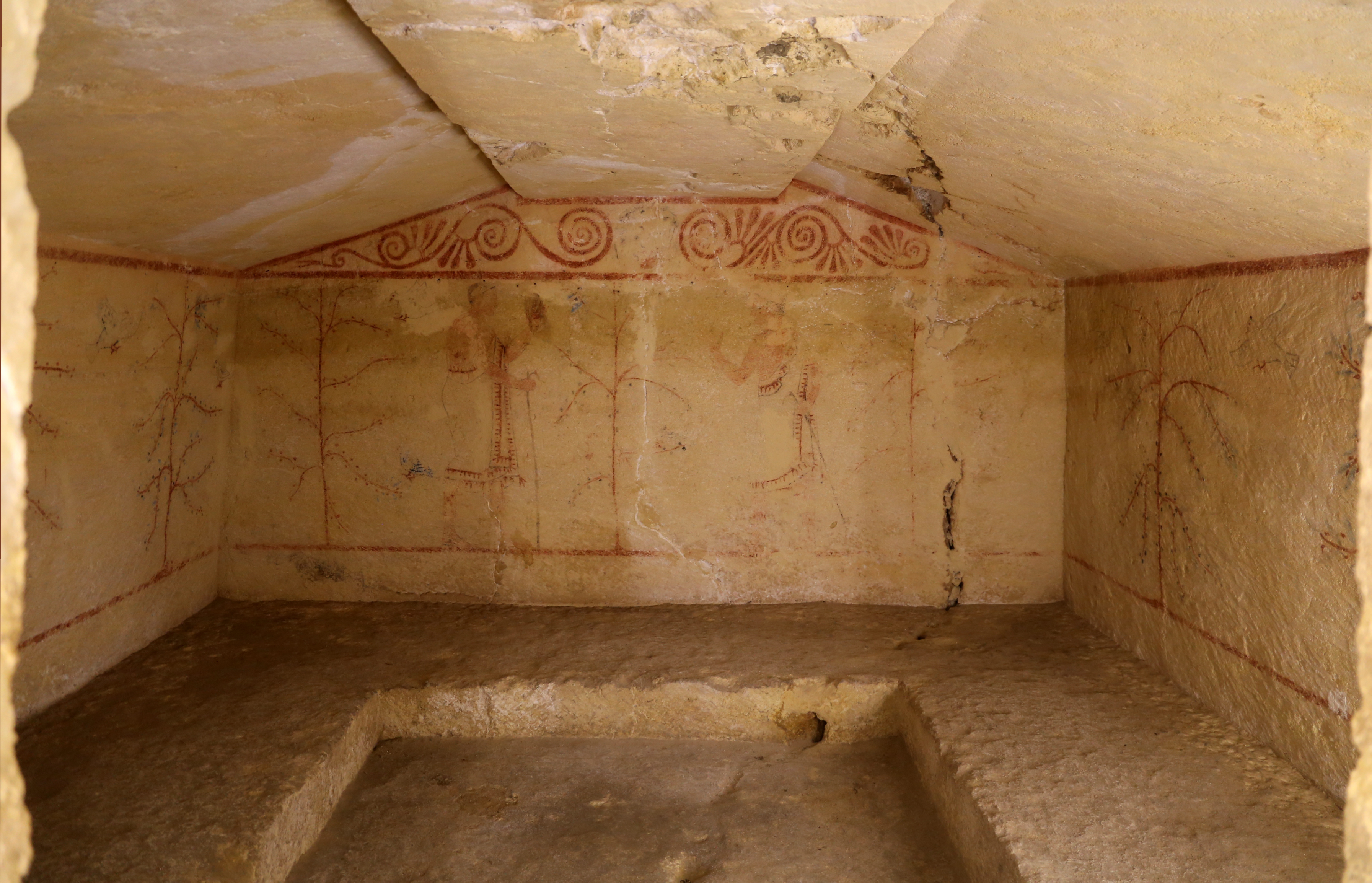
Die Tomba del Gorgoneion

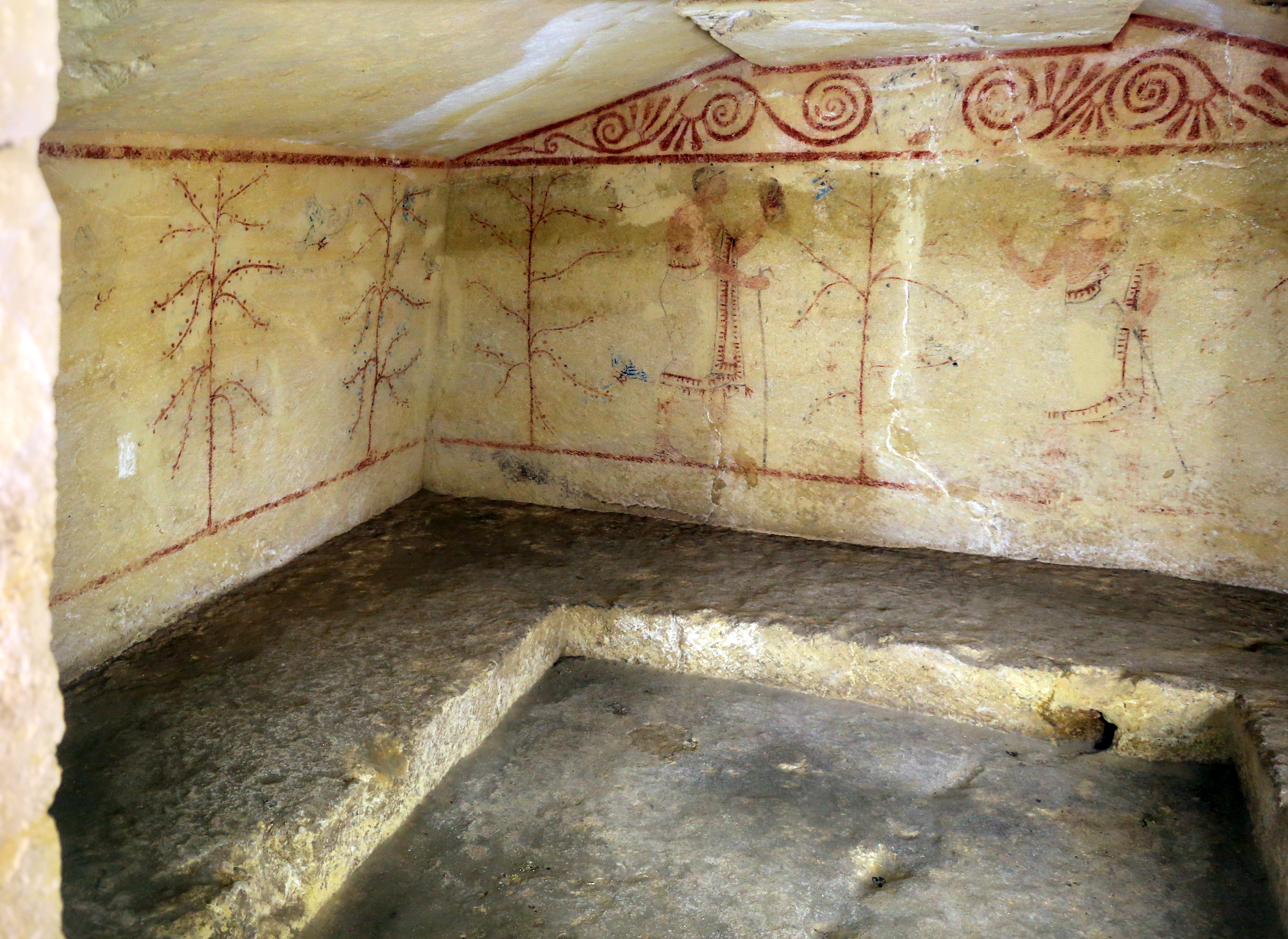
Die Tomba del Gorgoneion

Die Tomba del Gorgoneion („Grab der Gorgone“), auch Tomba 1825, ist ein ausgemaltes etruskisches Kammergrab, das im Jahr 1960 entdeckt wurde. Das Grab befindet sich in der Monterozzi-Nekropole bei Tarquinia und datiert an den Beginn des 4. Jahrhunderts v. Chr.
Namensgebend für das aus nur einer Kammer bestehende Grab ist die Darstellung einer Gorgone mit ausgestreckter Zunge an der Rückwand des Grabes. Die Wände der Kammer sind mit Bäumen bemalt, zwischen denen sich auch Vögel befinden. An der Rückwand sieht man zwischen den Bäumen zwei stehende Männer.